# Greenea
Greenea es un género con 16 especies de plantas con flores perteneciente a la familia de las rubiáceas. Es el único género de la tribu Greeneeae en la familia Ixoroideae.
Es nativo de las regiones tropicales de Asia.

## Especies seleccionadas
- Greenea bahadurii R.C.Gaur & Dayal (1985 publ. 1986).
- Greenea commersonii (Korth.) Tange ex Ruhsam (2008).
- Greenea corymbosa (Jack) Voigt (1845).[4]